# باشگاه فوتبال جو پابلیک
باشگاه فوتبال جو پابلیک یک باشگاه فوتبال از ترینیداد و توباگو بود که قبلاً در لیگ تی‌تی پرو بازی می‌کرد. این باشگاه متعلق به جک وارنر، نایب رئیس سابق فیفا بود.